# Cladocarpus bathyzonatus
Cladocarpus bathyzonatus är en nässeldjursart som beskrevs av James Cunningham Ritchie 1911. Cladocarpus bathyzonatus ingår i släktet Cladocarpus och familjen Aglaopheniidae. Inga underarter finns listade i Catalogue of Life.